# Killer Mike
Michael Render (Atlanta, 20 de abril de 1975), mais conhecido pelo seu nome artístico Killer Mike, é um rapper norte-americano.

## Discografia
Álbuns de estúdio
- Monster (2003)
- I Pledge Allegiance to the Grind (2006)
- I Pledge Allegiance to the Grind II (2008)
- PL3DGE (2011)
- R.A.P. Music (2012)
- Michael (2023)

Compilações
- Underground Atlanta (2009)

Run the Jewels (com El-P)
- Run the Jewels (2013)
- Run the Jewels 2 (2014)
- Run the Jewels 3 (2016)